# Habo distrikt
Habo distrikt er et folkebogføringsdistrikt i Habo kommun, og det ligger i Västergötland og Jönköpings län i Sverige.
Distriktet ligger i og omkring Habo, der er kommunens hovedby. Distriktet blev oprettet den 1. januar 2016, og det består af det tidligere Habo Sogn (Habo socken). Geografisk har området den samme udstrækning, som Habo Menighed (Habo församling) havde ved årsskiftet 1999/2000.

## Seværdigheder
Sognekirken Habo Kirke fik sit nuværende udseende i 1723.
Kirken bliver kaldt for "Trækatedralen ved Vättern". "Habo Gamle Kirke" er et lokalt kælenavn, der ikke er officielt.

## Historie
Ved kommunalreformen i 1952 blev kommunerne Gustav Adolf og Habo lagt samman som storkommunen Habo. Brandstorps kommun kom samtidig til at indgå i storkommunen Fågelås.
Ved næste kommunalreform indgik Habo-Mullsjö i en såkaldt kommuneblok, men denne blev aldrig færdigdannet.
I 1973 blev Habo lagt sammen med Brandstorps församling (sogn) fra den opløste Fågelås kommun og dannede den nye Habo kommun.
Ved dannelsen af Västra Götalands län i 1998 blev kommunen og naboen Mullsjö overført fra Skaraborgs län til Jönköpings län, efter indbyggerne havde stemt for det i en vejledende folkeafstemning.
57°53′07″N 14°01′15″Ø / 57.88528°N 14.02083°Ø